# Амбуаз, Луи
Луи д’Амбуаз (фр. Louis d'Amboise; 1392, Рошекорбон, Королевство Франция — 28 февраля 1468, Туар, Королевство Франция) — французский аристократ, граф де Гин и де Бенон, виконт де Туар, сеньор д’Амбуаз, де Рошекорбон, де Монришар и др., военачальник времён Столетней войны.

## Биография
Луи д’Амбуаз родился в 1392 году в семье Ингельгера II д’Амбуаза и Жанны де Краон. Он наследовал отцу до 1410 года. В январе 1429 года Луи пришёл на помощь осаждённому англичанами Орлеану и участвовал в обороне до снятия осады. В 1430 году стал участником заговора против королевского фаворита Жоржа Ла Тремуя наряду с Артуром де Ришмоном (впоследствии герцогом Бретани). Когда заговор был раскрыт, д’Амбуаз был заключён в тюрьму Пуатье и приговорён парламентом к смерти (8 мая 1431 года). Позже этот приговор отменили, но владения осуждённого были конфискованы. После падения Ла Тремуя в 1433 году д’Амбуаз получил королевское прощение и все свои земли, кроме Амбуаза. В 1461 году, несмотря на протесты детей, Луи был вынужден уступить свои владения новому королю Людовику XI
Луи д’Амбуаз был женат дважды: на Луизе Мари, дочери Жана III де Ре (умерла в 1465 году), и на Колетт, дочери Жана II де Шамба, сеньора де Монсоро. Он стал отцом только трёх дочерей от первого брака, так что на нём пресеклась старшая ветвь дома д’Амбуаз. Дочерьми Луи были
- Франсуаза (1427—1485), жена Пьера Бретонского;
- Перронелла (умерла в 1463), жена Гийома д’Аркура, графа Танкарвиля;
- Маргарита (умерла в 1475), жена Луи I де Ла Тремуйля, графа де Гин, виконта де Туара.